# Bir Zamanlar Anadolu’da
Bir Zamanlar Anadolu’da é um filme de drama turco de 2011 dirigido e escrito por Nuri Bilge Ceylan. Foi selecionado como representante da Turquia à edição do Oscar 2012, organizada pela Academia de Artes e Ciências Cinematográficas.

## Elenco
- Muhammet Uzuner - Cemal
- Yılmaz Erdoğan - Naci
- Taner Birsel - Nusret
- Ahmet Mümtaz Taylan - Arap Ali